# پاتریک گالوین (بازیکن فوتبال)
پاتریک گالوین (انگلیسی: Patrick Galvin؛ 1882 – 17 اکتبر ۱۹۱۸ (۳۵−۳۶ سال)) بازیکن فوتبال بود.
از باشگاه‌هایی که در آن بازی کرده‌است می‌توان به باشگاه فوتبال روچدیل اشاره کرد.